# Reagrupament Popular Ortodox
El Reagrupament Popular Ortodox (grec: Λαϊκός Ορθόδοξος Συναγερμός, Laïkós Orthódoxos Synagermós), és un partit polític grec de tendència ultradretana, fundat pel polèmic periodista Georgios Karatzaferis. Karatzaferis va fundar el partit el 2000, després d'haver estat expulsat de Nova Democràcia.

## Història
El partit va rebre el 3,8% dels vots en les eleccions legislatives gregues de 2007, la qual cosa li va atorgar 10 escons en el parlament grec. Anteriorment, el partit no va aconseguir assolir el llindar del 3% del vot popular en les eleccions de 2004, amb el 2,2%, tres mesos més tard va assolir el 4,12% dels vots i un escó el 2004, en les eleccions al Parlament Europeu. Més endavant, malgrat augmentar el seu suport a les legislatives i europees de 2009, va perdre tota representació a les següents eleccions, perdent vot progressivament fins a les anticipades de 2015, quan decideix no participar més, iniciant un període d'inactivitat.
Posteriorment, alts càrrecs del partit, com Makis Voridis, Thanos Plevris i Adonis Georgiadis, s'han unit des de llavors a Nova Democràcia, convertint-se tots tres en ministres al gabinet de Kyriakos Mitsotakis, en el que s'ha descrit com una "LAOSificació" d'aquest últim.  Abans de les eleccions legislatives gregues de 2023, el fundador del partit, Georgios Karatzaferis, va elogiar Mitsotakis, anomenant-lo "el millor polític del segle".
Més recentment, el periodista i anterior membre de Solució Grega, Filippos Kambouris, va impulsar una conferència per reactivar LAOS i presentar-se a les eleccions europees de 2024. Durant la mateixa el van escollir com a nou dirigent del partit.

## Resultats electorals

### Parlament Hel·lènic
| Any       | Líder                 | Parlament Hel·lènic | Parlament Hel·lènic | Parlament Hel·lènic | Parlament Hel·lènic | Pos. | Govern            |
| Any       | Líder                 | Vots                | %                   | Escons              | +/−                 | Pos. | Govern            |
| --------- | --------------------- | ------------------- | ------------------- | ------------------- | ------------------- | ---- | ----------------- |
| 2004      | Georgios Karatzaferis | 162,151             | 2.2%                | 0 / 300             | =                   | #5   | Extraparlamentari |
| 2007      | Georgios Karatzaferis | 271,809             | 3.8%                | 10 / 300            | 10                  | #5   | Oposició          |
| 2009      | Georgios Karatzaferis | 386,205             | 5.6%                | 15 / 300            | 5                   | #4   | Coalició          |
| 2012 (I)  | Georgios Karatzaferis | 182,925             | 2.9%                | 0 / 300             | 15                  | #9   | Extraparlamentari |
| 2012 (II) | Georgios Karatzaferis | 97,099              | 1.6%                | 0 / 300             | =                   | #9   | Extraparlamentari |
| 2015 (I)  | Georgios Karatzaferis | 63,669              | 1.0%                | 0 / 300             | =                   | #11  | Extraparlamentari |

### Parlament Europeu
| Parlament Europeu | Parlament Europeu     | Parlament Europeu | Parlament Europeu | Parlament Europeu | Parlament Europeu | Parlament Europeu |
| Any               | Líder                 | Vots              | %                 | Escons            | +/−               | Pos.              |
| ----------------- | --------------------- | ----------------- | ----------------- | ----------------- | ----------------- | ----------------- |
| 2004              | Georgios Karatzaferis | 252,429           | 4.1%              | 1 / 24            | Nou               | #5                |
| 2009              | Georgios Karatzaferis | 366,616           | 7.1%              | 2 / 22            | 1                 | #4                |
| 2014              | Georgios Karatzaferis | 154,029           | 2.7%              | 0 / 21            | 2                 | #8                |
| 2019              | Georgios Karatzaferis | 69,779            | 1.2%              | 0 / 21            | =                 | #12               |
| 2024              | Georgios Karatzaferis | 9,936             | 0.25%             | 0 / 21            | =                 | #24               |